# احکام بهائی
به اعتقاد بهائی، احکام شامل دو بعد مکمّل هستند. یک بُعد، شامل احکام اخلاقی می‌شود که در گذر زمان تغییرناپذیرند و در ادیان مختلف مشترک هستند؛ مانند دعوت به صداقت و درستکاری. بُعد دیگر شامل احکامی است که هدف نظم‌بخشی به زندگی اجتماعی را دارند و که بعضی از آن‌ها در بستر زمان قابلیت تغییر دارد، مانند بعضی احکام مربوط به ازدواج. بسیاری از احکام مربوط به زندگی معنوی و اجتماعی فرد در آئین بهائی در «کتاب اقدس» از آثار بهاءالله ذکر شده‌اند. اگر چه بسیاری از قوانین موجود در کتاب اقدس در جامعه امروزی قابل استفاده هستند، بهاءالله امکان استفاده از قوانین جدید با توجه به مقتضیات جامعه بهائی را فراهم آورده و این قوانین اندک اندک دراین آئین ظهور یا تغییر می‌کنند.
رعایت احکام فردی مانند روزه و نماز در عین حالی که وظیفه‌ای همگانی هستند از وظایف شخصی فرد محسوب می‌شوند.
بهاءالله احکام را به عنوان یک چارچوب کیفری به هدف اجرای حکم یا مجازات در نظر نمی‌گیرد، بلکه احکام را عامل ترقّی روحانی انسان‌ها می‌داند. بهاءالله در کتاب اقدس از پیروان خود می‌خواهد که احکام را با نیت و عشق به بهاءالله عمل نمایند.
در احکام بهاءالله سه جنبه می‌توان مشاهده کرد: یک احکامی که به رابطهٔ افراد با خدا می‌پردازد، جنبهٔ دوم به مربوط به آن دسته امور جسمانی و روحانی است که نفعشان به‌طور مستقیم به افراد می‌رسد و جنبه سوّم احکامی که در ارتباط با رابطهٔ بین افراد با یکدیگر و بین افراد و جامعه می‌باشد. احکام کتاب اقدس را به‌طور کلّی می‌توان تحت عناوین زیر طبقه‌بندی کرد: احکام مربوط به نماز و روزه، مسائل شخصی از جمله موارد مربوط به ازدواج، طلاق، ارث، دسته‌ای از احکام که شامل اوامر، نواهی و نصایح و بالاخره دسته‌ای که بعضی از احکام و شرایع ادیان قبل را نسخ می‌نماید.
جنبه مهمی از قوانین اجتماعی بهایی تبعیت از قوانین کشوری است؛ بدین معنا که بهایی ها موظفند از قوانین دولتی و کشوری تبعیت نمایند. 

## مفهوم احکام در آئین بهائی
در آئین بهائی، احکام به صورت مجموعه‌ای از باید و نباید که ترس از مجازات ضامن اجرایی آن باشد، مطرح نمی‌شود. بهاءالله احکام را بخش جدایی‌ناپذیر ترقّی معنوی انسان می‌داند. بهائیان معتقدند همان‌طور که اگر فردی از بام ساختمان بلندی به پایین بپرد به دلیل نادیده گرفتن قوانین فیزیکی عالم دچار صدمه می‌شود، زیرپا گذاشتن قوانین معنوی که بر عالم وجود حکمفرماست نیز به انسان از نظر معنوی لطمه وارد می‌سازد. در این دیدگاه، احکام دینی به انسان کمک می‌کند که خود را با قوانین معنوی که بر عالم حکمفرماست وفق دهند.
در آئین بهائی احکام غالباً نه به دستورالعمل‌های جزئی برای موقعیت‌های متفاوت بلکه به به شکل اصول کلی ارائه شده‌است که در بسیاری موارد هر فرد به شکلی که در زندگی خود و در هر موقعیت مناسب می‌بیند این اصول را به کار می‌گیرد. تعالیم بهائی دربارهٔ بسیاری از جنبه‌های زندگی اظهارنظری نمی‌کنند. در برخی موارد، به صراحت ذکر شده که یک موضوع خاص مسئلهٔ انتخاب فردی است و نه حکم الهی همچنین در مورد برخی از احکام اجتماعی آئین بهائی که هم‌اکنون به اجرا گذاشته می‌شوند نیز تأکید کلّی شدیدی بر آگاهی، درک و عقلانیت فرد است. بر طبق بیانات بهاءالله، بهائیان احکام بهائی را باید با سرور و از روی عشق اجرا نمایند. در آئین بهائی هیچ فردی مسئول این نیست که بر دیگران نظارت کند که آیا احکام را رعایت می‌کنند یا خیر. در نظر بهائیان فرد فقط پاسخگوی خداست و هر شخص مسئولیت بهبود و به انضباط درآوردن رفتار و اعمال خود را دارد. در دیانت بهائی طبقهٔ روحانیون و علمای دینی که بتوانند احکام الهی را وضع یا تفسیر کنند وجود ندارد. محافل روحانی محلّی و ملّی وظیفهٔ به‌کاربندی احکام اجتماعی بهائی را بر عهده دارند.
مبنای احکام بهائی آثار مکتوب و رسمی بهاءالله مانند کتاب اقدس و ضمائم آن به همراه تبیینات و توضیحات عبدالبهاء و شوقی افندی و قوانین وضع شده توسط بیت العدل اعظم است. حکایت‌های شخصی و روایت‌های شفاهی از زندگی بهاءالله یا دیگر بزرگان این آئین، نمی‌توانند به هیچ وجه مبنایی برای تعیین احکام باشند.

## برخی از احکام
بهاءالله تعدادی فرایض معنوی برای پیروانش تعیین کرده‌است که می‌توان از میان آن‌ها به نماز و مطالعهٔ آثار بهائی به صورت روزانه و روزه اشاره کرد. این اعمال به عنوان وسیله‌ای برای نزدیکی بیشتر فرد به خدا و پرورش صفات معنوی در او در نظر گرفته می‌شود.

### نماز
دعا و نیایش جایگاهی اساسی در آئین بهائی دارد. بر طبق احکام بهائی، نماز روزانه عبادتی است که هر روز باید توسط فرد به جا آورده شود. سه نماز روزانه وجود دارد که فرد حق انتخاب از میان آن‌ها را دارد. نماز صغیر (کوچک) و نماز کبیر (بزرگ) یک مرتبه در روز و نماز وسطی (متوسط) سه مرتبه در روز باید ادا شوند.

### خواندن آثار الهی و دعا و نیایش
علاوه بر نماز روزانه، بهائیان تشویق شده‌اند که به‌طور مرتب چه در زندگی فردی و چه در مواقعی که دور هم جمع می‌شوند به دعا و نیایش پردازند. تعداد بسیاری مناجات و دعا از بهاءالله و عبدالبهاء به اصل فارسی و عربی یا به صورت ترجمه به سایر زبان‌ها موجود است که برای این منظور استفاده می‌شود. بسیاری از دعاهای بهائی طلب یاری از خدا برای رشد صفات و خصائل معنوی می‌کند یا تقاضای حفظ، بخشش، یاری، هدایت، کمک در انتشار آئین بهائی و برقراری اتّحاد و وحدت با دیگران دارد. همچنین دعاهایی برای کودکان، والدین و همسران وجود دارد. دعاهای مخصوصی نیز هست که در هنگام سفر، مراسم ازدواج یا خاکسپاری، ماه روزه و ... می‌تواند مورد استفاده قرار بگیرد.
معمولاً شکل تعیین شده‌ای برای خواندن چنین دعاهایی وجود ندارد، امّا توصیه شده‌است که افراد در خلوت به دعا و مناجات پردازند. حالت و روحیّه‌ای که با آن دعا خوانده می‌شود بسیار مورد تأکید قرار می‌گیرد: هر چه شخص منقطع تر شود، دعاهای او خلوص و تأثیر بیشتری خواهد داشت. بهائیان خواندن دعا و مناجات را جهت ابراز محبت به خدا می‌دانند و نه از جهت ترس از خداوند یا ترس از آتش جهنم و نه به امید بهشت. بهائیان دعا خواندن و مناجات با خدا را مانند زمانی می‌دانند که انسان مفتون محبت دیگری می‌شود و هیچ‌گاه از ذکر و یاد معشوقش سکوت نمی‌کند. پس چقدر سخت است برای انسانی که مفتون محبت خداوند باشد و از ذکر او دم فرو بندد. فرد روحانی در دیانت بهائی کسی است که از هیچ چیز مسرت نیابد مگر به ذکرالهی.
بهائیان معتقدند که تنها تلاوت و فهم عمیق آیات خداوند است که می‌تواند باعث ایجاد خوشحالی حقیقی در انسان شود. آیات الهی از نظر بهائیان آیاتی است که فرستادگان خداوند همچون موسی، عیسی، کریشنا، بودا، ابراهیم، محمد، باب و بهاءالله با استفاده از قدرت وحی خداوندی آورده‌اند. از دیگر واجبات دینی برای بهائیان، مطالعهٔ قسمت‌هایی از آثار بهاءالله در هر صبح و شب، و تفکّر بر معنای آن‌ها، و همچنین گفتن ذکر «اَلله‌ُ اَبهیٰ» به مقدار ۹۵ مرتبه در شبانه‌روز است.

### روزه
به حکم بهاءالله، بهائیان ۱۵ تا ۷۰ ساله، هر سال در آخرین ماه از تقویم بهائی (معمولاً مطابق ۲–۲۱ ماه مارس)، روزه می‌گیرند. در زمان روزه بهائیان از طلوع تا غروب خورشید از خوردن، آشامیدن و استعمال دخانیات پرهیز می‌کنند. برای افراد بیمار، زنان در دوران قاعدگی، بارداری و شیردهی، افرادی که در مشاغل دشوار مشغول به کار هستند یا مسافران معافیت‌هایی وجود دارد.
دوران روزه، دورانی برای دعا، نیایش و توجه و تفکر در نظر گرفته شده‌است که در آن فرد از امیال خودمحورانه پرهیز می‌کند و تلاش می‌کند تا زندگی خود را به سمتی سوق دهد که نیروهای معنوی درونی روحش جانی دوباره یابند. روزه یک وظیفه و مسئولیّت معنوی فردی است و مؤسسات بهائی حق ندارند بر رعایت و اجرای آن نظارتی داشته باشند.

### ازدواج
تعالیم بهائی اهمّیّت ازدواج و زندگی خانوادگی را هم برای فرد و هم برای کل اجتماع مورد تأکید قرار می‌دهند. بهائیان به ازدواج تشویق شده‌اند، امّا ازدواج حکمی اجباری نیست. ازدواج علاوه بر ارتباط جسمانی، باید روحانی نیز باشد. ازدواج در بهائیت اتحاد زن و مرد است، و هدف اصلی آن پرورش روح و ایجاد هماهنگی و یگانگی بین همسران می‌باشد. این ازدواج است که طبق جهان‌بینی بهائی، در تمام عوالم الهی ادامه می‌یابد.
از شرایط ازدواج بهائی این است که هر دو نفر به سن بلوغ (۱۵ سال) رسیده باشند و قبل از این سن، نامزدی نیز نمی‌تواند صورت گیرد. ازدواج بهائی منوط به رضایت دو فردی که قصد ازدواج دارند و والدین آن‌ها است. رضایت والدین برای حفظ پیوندهای خانوادگی و جلوگیری از هرگونه اختلاف در خانواده لازم در نظر گرفته شده‌است. احکام بهائی تنها ازدواج با یک همسر را در آن واحد اجازه می‌دهد. بهاءالله در کتاب اقدس تعداد همسران را برای یک مرد، به دو زن محدود کرده‌، و همچنین تک همسری را بهتر، و موجب آسایش و آرامش طرفین عنوان نموده است. عبدالبها بعدها در توضیح این حکم اضافه کرد که به دلیل آنکه داشتن دو همسر منوط به برقراری عدالت و برابری کامل میان آن دو است، در عمل چند همسری با شرط مذکور ممکن نبوده، و بهائیت فقط تک همسری مجاز است. احکام بهائی همچنین ازدواج موقت (صیغه) را مجاز نمی‌داند.
بهاءالله می‌گوید هنگام مسافرت برای آن وقتی معین کرد و اگر در موعد مقرر باز نگشت همسر او یکسال صبر نماید و در این هنگام می‌تواند باز هم صبر کند یا ازدواج دیگری نماید.

### طلاق
طلاق طبق احکام بهائی مجاز است ولی بسیار نکوهش شده و ناپسند در نظر گرفته می‌شود. بهائیان ازدواج را پیوند مقدّسی می‌دانند که فقط در شرایط حاد و هنگامی که چاره دیگری نیست باید به آن پایان داد.
بعد از تصمیم به جدایی، زن و شوهر باید به مدّت یکسال صبر نمایند تا طلاق نهایی شود. این دوره در اصطلاح بهائی، سال تَرَبُص نامیده می‌شود. در طول دورهٔ تَرَبُص زن و شوهر جدا از یکدیگر زندگی می‌کنند. اگر در هر زمان در طول این یک سال بین زن و شوهر محبّت و آشتی برقرار شد و تصمیم بر زندگی با یکدیگر نمودند، طلاق منتفی است و می‌توانند به زندگی مشترک با هم برگردند. در غیر این صورت، در پایان یک سال، طلاق نهایی می‌شود و بعد از آن هر یک از زن و مرد می‌توانند در صورت تمایل با فرد دیگری ازدواج کنند. محفل روحانی محلّی تلاش می‌کند تا بین زن و شوهر توافقی دو طرفه در زمینهٔ ترتیبات مالی در دوران تربص و طلاق برقرار سازد.

### مشرق‌الاذکار

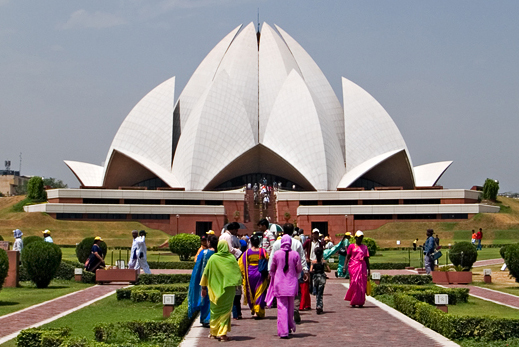
مشرق‌الاذکار نیلوفر آبی، دهلی - هند. هفتمین مشرق‌الاذکاری که جامعه بهائی در جهان ساخته است.

بهاءالله بنیانگذار دین بهائی به پیروانش دستور می‌دهد که در هر شهری ساختمانی به بهترین صورت ممکن به نام خداوند ساخته شود و در آن به ذکر پروردگار پردازند به این بناها مشرق‌الاذکار گفته می‌شود. همچنین بهاءالله گذاشتن تصاویر را در مشرق‌الاذکار نهی کرده‌است. مشرق‌الاذکارها در دین بهائی مختص بهائیان نمی‌باشد و هر کس با هر دین و اعتقادی می‌تواند در آن به هر نوعی که علاقه و اعتقاد دارد، به دعا با خالق خویش بپردازد.

### زیارت و حج
از مهم‌ترین زیارت‌گاه‌های بهائی، می‌توان به آرامگاه بهاءالله در عَکّا، موسوم به «روضه مبارکه»، و آرامگاه علی‌محمد باب در حَیفا، موسوم به «مقام اعلی» اشاره کرد. بهاءالله در کتاب اقدس دو مکان را برای حج‌گزاردن مشخص کرده است، که یکی خانه بهاءالله در بغداد، و دیگری خانه باب در شیراز می‌باشد. در متونی موسوم به «لوح»، آداب خاص مربوط به حج‌گزاری هر یک از این مکان‌ها آورده شده است. لازم به ذکر است، خانه باب در سال ۱۳۵۸ شمسی، توسط نیروهای انقلابی تخریب شد.

### معاشرت با همه اهل عالم
در امر بهائی به معاشرت با جمیع ملل عالم و همه مردم در نهایت صدق و صفا تأکید شده‌است. در این آئین، حکم جهاد منع شده و به جای آن معاشرت با جمیع ادیان به روح و ریحان امر شده‌است، بر لزوم همزیستی مسالمت‌آمیز و بردباری دینی تأکید شده و نفرت و افراطی‌گری دینی مورد نکوهش قرار گرفته‌است.

### تدفین
در دیانت بهائی، اجساد مردگان به خاک سپرده می‌شود. نماز مخصوصی برای هنگام خاکسپاری وجود دارد که علاوه بر آن بهائیان می‌توانند هر دعا یا متن دینی دیگر تمایل داشتند در مراسم بخوانند. احکام بهائی بیان می‌دارند که محل دفن میت نباید بیشتر از یک ساعت از محل فوت او فاصله داشته باشد. از سایر آداب دفن بهائی این است که: باید میت را شست و در کفنی از جنس کتان یا ابریشم پیچید، در انگشت او انگشتری قرار داد که روی آن آیه‌ای به این مضمون نوشته شده‌است که از خدا به وجود آمد و سوی خداوند برمی‌گردم، از غیر او بریده و به اسم بخشنده و مهربان او متمسکم. برای ادای احترام به بدن که جایگاه قبلی روح بوده‌است، میت را در تابوتی از جنس چوب، بلور یا سنگ قرار می‌دهند. تابوت را به نحوی در خاک قرار می‌دهند که پایش به طرف قبله (آرامگاه بهاءالله) باشد.

### بهره پول
ربا یا ربح نقود یا بهره پول در دین بهائی اگر به شرط انصاف و اعتدال باشد، بلامانع است.
با توجه به این که مردم در ان زمان، با اسم‌ها و روش‌های مختلف به انجام ربا مشغول بودند و ظاهر حلال برای آن ایجاد کرده بودند، در دین بهائی بهره پول حلال است ولی به شروط خاص.

### جنبه‌هایی از زندگی شخصی
بهائیان از نوشیدن مشروبات الکلی و استفاده داروهای روانگردان نهی شده‌اند (مگر آنکه دکتر استفاده از آن‌ها را تجویز نماید) به دلیل اینکه این مواد عملکرد ذهن را مختل کرده و به بدن آسیب وارد می‌آورد و در حالت مستی قوهٔ عقلی که خدا به انسان داده است، از میان می‌رود. همچنین، استفاده از مواد مخدر مانند تریاک به شدت نهی شده و حرام است. زیرا آن‌ها نیز به ذهن و بدن آسیب می‌زنند و فرد هنگامی که تحت تأثیر آنهاست نمی‌تواند تصمیم‌گیری اخلاقی و صحیح داشته باشد. استعمال دخانیات ممنوع نیست ولی تقبیح شده‌است.
دیانت بهائی رابطهٔ جنسی را بخشی طبیعی از زندگی انسان در نظر می‌گیرد و غریزه و میل جنسی را سرکوب نمی‌کند ولی راه مشروع و صحیح ابراز آن را فقط در ازدواج می‌بیند. بدین ترتیب هرگونه رابطهٔ جنسی قبل از ازدواج و خارج از ازدواج نهی شده‌است.> همجنس‌گرایی نیز در دیانت بهائی نهی شده‌است.
در متون بهائی، داشتن عفت و عصمت، بهتر از صدها هزار سال عبادت ذکر شده‌است. بیت العدل اعظم مرجع حاضر دیانت بهائی، عفت و عصمت را یکی از خطیرترین و برجسته‌ترین مفاهیمی ذکر می‌کنند که در این دورانِ انحطاط و بی‌بندوباری نامحدود، با آن مواجه هستیم و به بهائیان عالم دستور می‌دهند که بایستی نهایت سعی و جهد خود را، در جهت ارتفاع و ارتقاء موازین و معیارهای دیانت بهائی، مبذول کنند.
در مورد نحوهٔ لباس پوشیدن، نوعی خاصی از لباس تحت عنوان «پوشش بهائی» وجود ندارد و بهائیان تنها توصیه شده‌اند که در لباس پوشیدن اعتدال، میانه روی و پاکیزگی را رعایت نمایند. همچنین لازم نیست زنان چادر بپوشند و موی خود را بپوشانند یا اینکه مردان ریش بگذارند.

### احکام جزایی
بهاءالله برای بعضی از جرایم مجازات‌هایی تعیین کرده‌است از جمله حبس ابد یا اعدام برای قتل یا ایجاد حریق، پرداخت دیه برای قتل غیرعمد یا تبعید، حبس و علامت گذاشتن بر پیشانی برای دزدی. این احکام در حال حاضر کاملاً جنبۀ نظری و تئوری دارند و اجرای آن‌ها موکول به آینده شده و بر اساس جزئیاتی خواهد بود که بیت العدل اعظم در آینده تصمیم خواهند گرفت.

## سایر احکام
- سن بلوغ پسر و دختر یکسان است، یعنی پانزده سالگی.[۴۷]
- لزوم تعلیم و تربیت فرزندان (هم دختر و هم پسر) توسط پدر و مادر[۴۷]
- تمام اشیا و تمام انسان‌ها با هر اعتقاد و مذهبی پاک هستند[۴۸]
- تأکید بر نظافت[۴۹]
- ستایش موسیقی[۴۷]
- تشویق به معاشرت با پیروان ادیان دیگر همرا با محّبت و دوستی[۴۹]
- لزوم ترک تعصبات[۴۹]
- دوری از غرور و استکبار[۴۹]
- تشویق به ادب[۴۹]
- تشویق به صداقت و راستگویی[۴۹]
- تشویق به امانت داری[۴۹]
- تشویق به وفاداری[۴۹]
- تشویق به پاکدامنی[۴۹]
- تشویق به مهمان‌نوازی[۴۹]
- تشویق به مدارا[۴۹]
- تشویق به عدل و انصاف[۴۹]
- لزوم اتحاد و همبستگی[۴۹]
- لزوم انتخاب خط و زبان بین‌المللی برای ایجاد اتحاد جهانی[۴۹]
- تأکید بر ضرورت عرفان مظهر ظهور الهی و عمل به اوامرش[۴۹]
- تشویق بر رعایت حال حیوانات و پرهیز از زیاده روی در شکار[۴۹]
- لزوم شهروند قانون‌مدار بودن و اطاعت از حکومت[۵۰]
- تشویق به کار کردن و دوری از تنبلی[۴۹]
- منع گدایی[۴۹]
- منع رهبانیت[۴۹]
- منع دست‌بوسی[۴۹]
- منع حرفه پیشوائی مذهبی[۴۹]
- منع ارتقاء بر منابر[۴۹]
- منع ریاضات[۴۹]
- منع مصرف مشروبات الکلی و مواد مخّدر[۴۹]
- منع برده داری[۴۹]
- منع داشتن و حمل اسلحه[۴۷]
- پرهیز از خشونت و مقابله به مثل[۴۷]
- منع ضرب و جرح[۴۹]
- منع نزاع و جدال[۴۹]
- منع غیبت و افترا[۴۷]
- منع زنا[۴۹] و رابطه جنسی دو همجنس[۴۹][۴۷]
- منع قمار[۴۷]
- منع توبه و اقرار به گناهان نزد دیگران[۴۹][۴۷]
- احکام مربوط به ارث[۴۹][۴۷]
- احکام مربوط به ازدواج بهائی[۴۷]
- احکام مربوط به قتل، زنا، سرقت، حرق عمد[۵۱]
- ادای حقوق الله (۱۹ درصد آنچه بعد از خرج‌های ضروری باقی می‌ماند)[۵۲]